# Legge (diritto)
Il termine legge viene usato nel diritto con una molteplicità di significati, tutti legati alla cogenza della norma giuridica.

## Significato concettuale
Può, infatti, designare:
- la norma giuridica;
- l'atto normativo (legge in senso materiale);
- l'atto giuridico attraverso il quale il potere legislativo esercita la sua funzione (legge in senso formale);
- l'insieme delle norme giuridiche che costituiscono l'ordinamento giuridico, ossia il diritto oggettivo.

Di questi significati, i primi due e l'ultimo possono essere riferiti anche ad ordinamenti diversi dallo stato, mentre il terzo è riferibile ai soli ordinamenti statali e, più precisamente, degli stati nei quali vige il principio di separazione dei poteri e, quindi, c'è un potere legislativo separato dagli altri poteri dello stato.

## Legge in senso materiale
Il termine legge, usato in senso materiale, è sinonimo di atto normativo, ossia di atto giuridico che ha come effetto la creazione, modificazione o abrogazione di norme generali e astratte di un determinato ordinamento giuridico in base alle norme sulla produzione giuridica vigenti nello stesso ordinamento. È generale la norma giuridica che si rivolge a una pluralità indeterminata di soggetti; astratta quella che è applicabile a una pluralità indeterminata di casi.
Gli atti normativi rientrano tra le fonti del diritto; attraverso di essi viene esercitata una delle funzioni pubbliche, la normazione. Negli attuali ordinamenti statali è presente una pluralità di atti normativi, diversamente denominati e con diversa collocazione nella gerarchia delle fonti del diritto; tra questi vi sono le leggi in senso formale, di cui si tratterà nella sezione successiva. Legge fondamentale è, invece, detta la costituzione; in qualche ordinamento (ad esempio, in Germania) questa è anche la sua denominazione ufficiale.

## Legge in senso formale
Negli stati in cui vige il principio di separazione dei poteri, il parlamento ed eventualmente gli analoghi organi di stati federati, regioni o altri enti territoriali ai quali è riconosciuta autonomia legislativa (come i consigli regionali italiani) adottano, secondo determinate forme e procedure, atti giuridici che prendono il nome di legge.
Tali atti sono di regola normativi, anzi si possono considerare gli atti normativi per eccellenza, essendo funzione precipua del potere legislativo proprio la normazione. Tuttavia, nella generalità degli ordinamenti contemporanei, funzioni normative sono esercitate anche da organi di altri poteri dello stato, sicché esistono leggi in senso materiale che non lo sono, però, in senso formale. D'altra parte, l'organo legislativo può esercitare, per previsione costituzionale, alcune funzioni non normative (amministrative o giurisdizionali) con atti aventi forma di legge (ad esempio, l'approvazione del bilancio dello stato) e può creare con legge talune norme prive dei caratteri di generalità e astrattezza (cosiddetta legge-provvedimento); in questi casi si è di fronte a leggi meramente formali, poiché della legge hanno la forma (e la forza) ma non il contenuto.
La legge è dotata di una particolare forza, che la pone in posizione gerarchicamente sovraordinata rispetto a tutte le altre fonti del diritto, fatta eccezione per la costituzione dello stato (o lo statuto dell'ente territoriale) e per quelle fonti alle quali è attribuito il suo stesso rango, come gli atti aventi forza di legge.
Quando, nella gerarchia delle fonti del diritto, la legge ha lo stesso rango della costituzione, si dice che quest'ultima è flessibile, altrimenti è rigida. Negli ordinamenti a costituzione rigida si distinguono varie specie di legge, in base alla loro collocazione nella gerarchia delle fonti del diritto:
- la legge ordinaria, subordinata alla costituzione;
- la legge costituzionale, adottata con procedura aggravata rispetto a quella prevista per le leggi ordinarie e avente lo stesso rango della costituzione, che può quindi, entro certi limiti, integrare o modificare;
- la legge organica, presente solo in alcuni ordinamenti (come Francia e Spagna), adottata con procedura aggravata e avente rango gerarchico superiore alla legge ordinaria, ma subordinato alla costituzione e alla legge costituzionale.